# 申東旭
申東旭（韓語：신동욱，1982年9月14日—），韓國男演員。2003年KBS第20期公開招募合格演員。2010年入伍服役期間，罹患罕見疾病「複雜性局部疼痛症候群」（CRPS），因持續治療及復健，長達7年時間未能拍戲。

## 演藝簡歷
2003年KBS第20期公開招募合格演員，同期演員包括鄭敬淏、智鉉寓等。由於申東旭身材修長，外貌清秀，當時倍受期待。
2004年起陸續擔任多部電視劇配角，至2006年開始在MBC《靈魂伴侶》擔任主角。
2007年與朴新陽共同演出SBS水木連續劇《錢的戰爭》。
2010年入伍服役期間，被診斷出罹患罕見疾病「複雜性局部疼痛症候群」（Complex regional pain syndrome, CRPS），於2011年除役。因CRPS之故，申東旭有超過六年的時間無法演戲，直到2017年，終於以MBC《守望者》中神父一角回歸。
2018年在tvN週末劇《Live》中飾演崔明浩警長，正直、能幹、重義氣、性格好的形象，加上帥氣的外貌及演技力，受到觀眾相當的注目與好評。
在連續擔任兩次配角後，申東旭終於在2018年下半年製作播出的MBC週四綜藝電視劇《大長今在看著》中重新回歸男主角的位置。
2019年1月被爆與爺爺簽訂「孝道合約」獲贈房屋及土地，但未有履行照顧對方的承諾，並將房屋送給女友，要求爺爺在兩個月內搬走。爺爺將其告上法庭。申東旭則反駁指是爺爺主動贈送土地，對爺爺的說法感到荒唐，並想要將房屋及土地歸還爺爺。事件曝光後數日，透過經理人公司表示爲了不影響劇組其他人員，主動退出正在拍攝中的tvN電視劇《觸及真心》，角色其後由李尚禹接替演出。
2019年2月7日申東旭的祖父出面道歉，表示自己對孫子提出的孝道詐欺訴訟是嚴重的誤會，對於自己單方面的主張對申東旭造成巨大的傷害和損失感到抱歉。

## 影視作品

### 電視劇
- 2004年：KBS《你會知道的》
- 2004年：KBS《第二次求婚》
- 2004年：KBS《對不起，我愛你》 客串出演
- 2004年：KBS《OH!必勝奉順英》飾演 吴俊秀 （ 吴必胜同父异母的兄弟 因为事故去世）
- 2005年：SBS《香港特急》飾演 柱英
- 2005年：KBS《悲傷啊，再見！》
- 2006年：MBC《靈魂伴侶》
- 2006年：KBS《白雲階梯》飾演 崔鐘秀
- 2007年：SBS《錢的戰爭》飾演 夏宇城
- 2007年：SBS《錢的戰爭 (番外篇)》
- 2008年：SBS《On Air》 第14集客串出演
- 2008年：KBS N《樂透三人組》
- 2010年：SBS《摘星星給我》飾演 袁俊河
- 2017年：MBC《守望者》飾演 李冠宇／長島悍
- 2018年：tvN《Live》飾演 崔明浩
- 2018年：MBC《大長今在看著》飾演 韓山海
- 2020年：SBS《浪漫醫生金師傅2》飾演 裴文正
- 2020年：tvN《了解的不多也無妨，是一家人》飾演 林建洙
- 2021年：JTBC《妳的倒影》飾演 鄭宣遇
- 2021年：SBS《現正分手中》飾演 尹秀完
- 2022年：SBS《我們從今天開始》飾演 李康才
- 2023年：SBS《浪漫醫生金師傅3》飾演 裴文正

### 電影
- 2001年：《Yellow Hair 2》

### MV
- 2007年：IV Cos《죽어도 갖지 못할 사랑》(與李秀京)
- 2008年：Wonder Girls《This time》

## 綜藝節目
- 2016年11月30日：JTBC《說話之路》
- 2017年5月14日：MBC《神秘音樂秀：蒙面歌王》
- 2017年5月24日：MBC《黃金漁場 Radio Star》
- 2017年5月28日：MBC《Section TV 演藝通信》
- 2022年6月12日：SBS《我家的熊孩子》

## 其他作品

### 著作
申東旭對宇宙及科學相當著迷，2016年11月21日出版長篇科幻小說《씁니다, 우주일지》。

### 音樂
- 2017年8月：《수고했어》，與小區青年（동네청년）合作。

## 社會公益活動
2017年1月至2018年1月25日，申東旭透過DAUM網站story funding平臺，以「培養宇宙狂粉」為主題進行公開募款。
2018年4月，申東旭利用前述活動募得之款項，與出版社茶山BOOKS共同捐贈480冊科學圖書給韓國白血病兒童癌症協會。
2018年5月，申東旭接受韓國白血病兒童癌症協會聘任為宣傳大使，參與兒童癌症認知宣導、治療基金籌募等相關活動。

## 提名與獲獎列表
| 年度   | 頒獎典禮                        | 獎項                                | 作品           | 結果 |
| 2007年 | 第三屆André Kim Best Star Award | 新星獎                              |                | 獲獎 |
| 2007年 | SBS演技大獎                     | 新星獎                              | 錢的戰爭       | 獲獎 |
| 2017年 | MBC演技大獎                     | 月火劇部門 黃金演技獎               | 守望者         | 提名 |
| 2018年 | MBC演藝大獎                     | 情境喜劇部門 最佳藝人獎             | 大長今在看著   | 獲獎 |
| 2022年 | SBS演技大獎                     | 迷你劇浪漫及喜劇部門 男子優秀演技獎 | 我們從今天開始 | 提名 |
| 2022年 | SBS演技大獎                     | 最佳情侶獎（與成勛、林秀香）        | 我們從今天開始 | 提名 |

## 外部連結
- 官方网站
- 申東旭的Instagram帳戶